# Санмартин (Санмартин)
Санмартин (рум. Sânmărtin) насеље је у Румунији у округу Клуж у општини Санмартин. Oпштина се налази на надморској висини од 312 m.

## Становништво
Према подацима из 2002. године у насељу је живело 252 становника.

### Попис2002.
| Расподела становништва по националности 2002.‍ | Расподела становништва по националности 2002.‍ | Расподела становништва по националности 2002.‍ | Расподела становништва по националности 2002.‍ | Расподела становништва по националности 2002.‍ |
| --------------------------------------------- | --------------------------------------------- | --------------------------------------------- | --------------------------------------------- | --------------------------------------------- |
|                                               |                                               |                                               |                                               |                                               |
| Румуни                                        | Румуни                                        |                                               | 88                                            | 34,9%                                         |
| Мађари                                        | Мађари                                        |                                               | 164                                           | 65,1%                                         |